# Marius Fausta
Pour les articles homonymes, voir Fausta (homonymie).
Marius Fausta (né le 28 avril 1973 en Guadeloupe) est un joueur de football français, international guadeloupéen, qui évolue au poste de gardien de but.

## Biographie

### Carrière en sélection
Avec l'équipe de Guadeloupe, il joue 10 matchs officiels (pour aucun but inscrit) entre 2006 et 2008. Il figure notamment dans le groupe des sélectionnés lors des Gold Cup de 2007 et de 2009.

## Palmarès
Evolucas
- Championnat de Guadeloupe (1) :
  - Champion : 2007-08.